# Mobārakābād-e Kalleh Rash
Mobārakābād-e Kalleh Rash (persiska: مُبارَكابادِ كَلِهرَش, مُبارَك آباد كَلِّه رَش, كَلِّۀ رَش, دَكلِهرَش, مُباراكابادِ كُلِه رَش, مُبارَك آباد, قَلعِۀ رَش, مُبارَكابادِ كَلِّه رَش, مبارک آباد کله رش, Mobārakābād-e Kalehrash) är en ort i Iran.   Den ligger i provinsen Kurdistan, i den nordvästra delen av landet, 400 km väster om huvudstaden Teheran. Mobārakābād-e Kalleh Rash ligger 1 882 meter över havet och antalet invånare är 669.
Terrängen runt Mobārakābād-e Kalleh Rash är platt åt nordost, men åt sydväst är den kuperad. Runt Mobārakābād-e Kalleh Rash är det ganska tätbefolkat, med 58 invånare per kvadratkilometer. Närmaste större samhälle är Dehgolān, 7,6 km norr om Mobārakābād-e Kalleh Rash. Trakten runt Mobārakābād-e Kalleh Rash består till största delen av jordbruksmark.